# حمید بهبهانی
حمید بهبهانی (۲۴ دی ۱۳۱۹ – ۱۹ اسفند ۱۴۰۲) سیاستمدار ایرانی بود. او به‌عنوان استاد دانشگاه و کارشناس رسمی دادگستری در رشته راه و ساختمان مشغول فعالیت بود. بهبهانی عهده‌دار وزارت راه و ترابری ایران در کابینه محمود احمدی‌نژاد بود که توسط مجلس شورای اسلامی استیضاح و برکنار شد. او پس از آن او برای مدتی رئیس هیئت مدیره و مدیرعامل شرکت ملی نفت‌کش ایران شد.

## تحصیلات و سوابق علمی
بهبهانی دکترای تخصصی عمران با گرایش حمل و نقل و ترافیک و کارشناسی ارشد خود را از دانشگاه فلوریدا کسب کرد. او پیش از این مدرک کارشناسی خود را از دانشگاه علم و صنعت در سال‌ ۱۳۴۹ کسب کرده بود. وی از سال ۱۳۵۶ استاد گروه عمران دانشگاه علم و صنعت و مدت بیست سال از سال ۱۳۵۷ تا سال ۱۳۷۷ رئیس دانشکده عمران دانشگاه بوده‌است.. از جمله شاگردان وی در این دانشگاه، محمود احمدی‌نژاد بوده که دکترای خود در دهه ۱۳۷۰ به اتمام رسانده‌ است.

### دستبرد فکری
بخشی از فعالیت‌های علمی بهبهانی از سوی محافل معتبر جهانی زیر سؤال رفته‌ است. حمید بهبهانی در یک دستبرد فکری بخش‌هایی از مقالات محققان خارجی را به نام خود منتشر کرده‌ است. این دو مقاله متعلق به فردی به‌نام کریستوفر کلارامونت پروفسور و مدیر بخش تحقیقات آکادمی دریایی است که با همکاری همکاران چینی و کانادایی خود نوشته‌ است. سه ایرانی از جمله حمید بهبهانی مقالات یادشده را بدون کوچک‌ترین تغییری به عنوان یک مقاله جدید در ژورنال دانشگاه فنی ویلینوس لیتوانی در سال ۲۰۰۶ چاپ کرده‌اند.
بین جیانگ پژوهشگر دانشگاه گال سوئد در این باره گفت: «دو مقاله من عیناً کپی‌برداری شده‌اند. این کار ظالمانه‌ است.» ژورنال منتشرکننده مقاله رسماً این مقاله را پس گرفت و به دلیل انتشار مقاله‌ای که ۶۲درصد از محتوای آن از جای دیگری کپی شده بود رسماً عذرخواهی کرد.
در همین حال بهبهانی، تعریف جدیدی از دستبرد فکری ارائه داد: «مقاله‌ای دزدی اطلاق می‌شود که کل مقاله با تغییر نام مصادره به مطلوب گردد؛ ولی سایت محترم فقط به‌کارگیری قسمت‌هایی از مقاله اشاره کرده‌ است.» یکی از منتقدان وی در همین رابطه گفت انگار آقای بهبهانی تا به حال در دانشگاه حضور نداشته‌اند. تعریف آقای بهبهانی، وزیر محترم راه و ترابری، با تعریف رایجی که از دزدی علمی وجود دارد به‌طور خیره‌کننده‌ای تفاوت دارد. وی همچنین مدعی شد تاکنون بیش از ۵۰۰ مقاله علمی منتشر کرده‌ است. در رزومه وی در دانشگاه علم و صنعت فهرست ۷۶ مقاله علمی وجود دارد و در پایگاه جستجوی مقالات علمی جهان ۴ مقاله علمی از وی به چشم می‌خورد که مقاله مورد اشاره در این تقلب یکی از آن هاست و دو مقاله دیگر نیز به همراه حسن زیاری منتشر شده‌اند.

### متخصص برگزیده سال

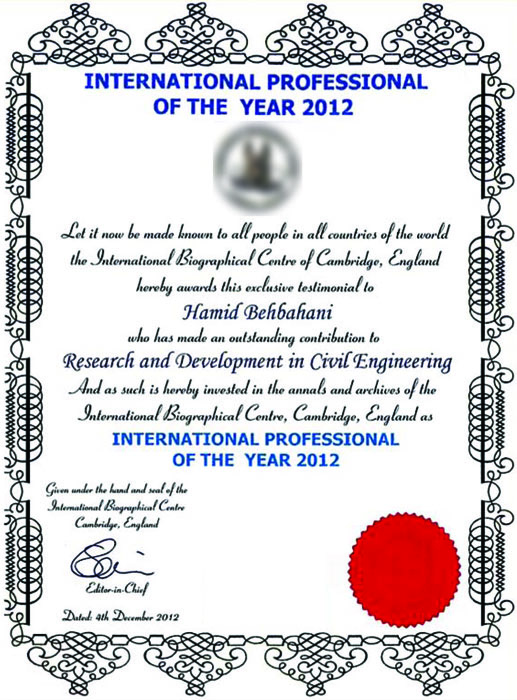
مدرک دریافت شده

در سال ۱۳۹۱، مرکز بین‌المللی زندگی‌نامه‌ها برای وی مدرک «متخصص برگزیده سال» صادر کرد. همچنین شرکت ملی نفتکش جهت تبریک دریافت این مدرک به وی، آگهی به ارزش حدود چهل میلیون تومان در روزنامه‌ها منتشر کرد. به دنبال انتشار این خبر، سایت الف از بی اعتبار بودن این مدرک خبر داد.

## سوابق اجرایی
وی در کارنامه اجرایی خود عنوان مشاور مالی مرکز تحقیقات ساختمان و مسکن، معاونت حمل و نقل و ترافیک شهرداری تهران، مدیرعامل سازمان حمل و نقل و ترافیک تهران، دو دوره ریاست سازمان نظام مهندسی ساختمان استان تهران را دارد.
بهبهانی از ابتدای فعالیت دولت نهم نیز مشاور احمدی‌نژاد در امور حمل و نقل کشور بود و در این زمینه مشغول به فعالیت بوده‌است. او از طرف محمود احمدی‌نژاد رییس‌جمهور به عضویت در شورای عالی تدوین برنامه پنجم توسعه اقتصادی، اجتماعی و فرهنگی کشور که از سال ۱۳۸۹ تا ۱۳۹۳ قرار است در کشور به اجرا در آید، منصوب شده‌است.

### وزارت
در روز سه‌شنبه ۱۵ مرداد ۱۳۸۷، با ارایهٔ پیشنهاد وزارت او توسط محمود احمدی‌نژاد (در سه‌شنبه ۸ مرداد) به مجلس شورای اسلامی، این پیشنهاد به رأی گذاشته شد و از مجموع ۲۷۱ رأی گرفته شده، با ۱۸۱ رأی موافق، ۵۱ رأی مخالف و ۳۷ رأی ممتنع، موفق به کسب رأی اعتماد از مجلس و وزیر وزارت راه و ترابری شد. در دولت دوم احمدی نژاد نیز او به عنوان وزیر پیشنهادی به مجلس معرفی و در تاریخ ۱۳۸۸/۶/۱۲ با کسب ۱۶۷ رأی موافق، ۸۳ رأی مخالف و ۳۳ رأی ممتنع، از مجموع ۲۸۶ رأی گرفته شده، برای دومین بار موفق به کسب رأی اعتماد و بدین ترتیب از جمله وزرای انتخاب شده در دو دولت متوالی احمدی نژاد شد. محمد بخارایی قائم مقام و معاون اول این دوره و همچنین حسین قاهری به عنوان معاون راهداری و شهرام یارمند به عنوان معاون حمل و نقل جزو معاونین ایشان در این سمت بوده اند.

### استیضاح
پس از یکی از گسترده‌ترین لابی‌های تاریخ مجلس و فشارهای بی‌سابقه بر نمایندگان استیضاح‌کننده، استیضاح حمید بهبهانی از ساعت ۹ و۳۰ دقیقه ۱۲بهمن ۸۹ مجلس شورای اسلامی با ۲۲ امضا آغاز شد. پس از بحث گسترده راجع به این موضوع و اثبات قانونی بودن استیضاح در جلسه غیر علنی، جلسه علنی آغاز شد، اما با تحریم جلسه استیضاح توسط احمدی نژاد و بهبهانی، حامیان دولت نیز از روشی عجیب برای اخلال در جلسه استیضاح استفاده کرده و چندین نفر با ارائه تذکرهای تکراری و داد کشیدن در صحن علنی مجلس می‌خواستند مانع صحبت استیضاح کنندگان شوند. اکبریان اولین نفر از استیضاح کنندگان افشا کرد که مسوولان دولتی اظهار می‌کنند اگر نماینده‌ای به استیضاح رأی دهد مردم حوزه نمایندگی وی از امکانات و بودجه محروم خواهند شد. او با ارائه آمارهای اسف باری از تلفات جاده‌ای گفت: با این شرایط بهتر است که با قاطر سفر کنیم. احمدرضا دستغیب (زاده ۱۳۵۵) نماینده شیراز اعلام کرد که وزیر راه در افتتاح آزمایشی راه‌آهن شیراز- اصفهان به جای حمل چهارپایان که در دیگر کشورها رایج است، از خانواده شهدا استفاده کرده که توهین بزرگی به آنهاست و سه روز پس از افتتاح متوقف شد. جمشید انصاری، نماینده زنجان از ۲۲۰ مورد واخواهی دیوان محاسبات از پروژه‌های وزارت راه خبر داد که ۱۴۱ مورد آن به ادعانامه منجر شده‌است و حجم مورد ادعانامه ۱۲۰۵ میلیارد تومان است. سیدسلمان ذاکر نماینده ارومیه نیز در موافقت با استیضاح وزیر راه گفت:سقوط توپولف کاسپین با ۱۶۹ کشته و ۷ روز بعد سانحه دیگری با ۱۷ کشته و ۵ ماه بعد هواپیمای تابان در مشهد و بعد فوکر در تبریز و نهایتاً بویینگ ایران ایر با ۷۷ کشته در ارومیه کافی نبود؟ ۲۶۹ کشته کم است؟
او در تاریخ ایران اولین و تنها وزیری است که در جلسه استیضاح خود حاضر نشد. احمد توکلی در جریان بررسی این استیضاح، گفت که احمدی نژاد به وزیر راه دستور داده در مجلس حاضر نشود. رئیس مجلس هم این رفتار را تخلف از قانون خواند. برخلاف رویه معمول، هیچ‌یک از شبکه‌های تلویزیونی صداوسیما اقدام به پخش زنده استیضاح وزیر راه در مجلس نکردند.
او بعداً از عدم حضورش در جلسه استیضاح ابراز پشیمانی کرد. همچنین تأکید کرد: عدم حضور من در جلسه استیضاح در راستای منویات و سیاست‌های رئیس‌جمهور بود و طرح ادعای این موضوع از سوی برخی رسانه‌ها که در صورت حضور می‌توانستم از خود دفاع کنم کاملاً کذب است.
همچنین در مراسم تودیع خود ضمن عذر خواهی از نمایندگان مجلس به دلیل عدم حضور در جلسه استیضاح گفت: «من به نمایندگان مجلس بی اعتنا نیستم و تمامی آن‌ها بر روی چشم و قلب و در قلب من هستند.»
از میان ۲۴۲نماینده حاضر در جلسه ۱۲بهمن ۸۹ مجلس شورای اسلامی ۲۳۴ نماینده در رای‌گیری برای استیضاح وزیر راه شرکت کردند. با ۱۴۷ رأی موافق، ۷۸رای مخالف و ۹ رأی ممتنع، وزیر راه عزل شد و ناگزیر از خروج از کابینه گردید.

### پس از استیضاح
در جلسه ۱۰ بهمن ۱۳۹۰ هیأت مدیره شرکت ملی نفتکش ایران، با توجه به بازنشسته شدن محمد سوری توسط احمدی نژاد، اعضای هیأت مدیره حمید بهبهانی، را به عنوان رئیس هیأت مدیره و مدیرعامل شرکت ملی نفتکش ایران انتخاب کردند. چند سال بعد بیژن نامدار زنگنه وزیر نفت حسن روحانی نسبت به این اقدام انتقاد شدید کرد و گفت: «وقتی آقای سوری در شرکت ملی نفتکش که یک برند جهانی بود، را بر می‌دارند و یک آدم را به جای او می‌گذارند که فرق نفتکش جاده پیما با نفتکش اقیانوس پیما را نمی‌فهمد، اگر مشکلی در حمل و نقل نفت پیدا نشود، باید تعجب کرد.»

### فساد مالی
در جریان برگزاری هشتمین جلسه رسیدگی به اتهامات پرونده فساد بزرگ مالی ۳۰۰۰ میلیارد تومانی در ایران، نماینده دادستان اعلام کرده که پرونده حمید بهبهانی و تعدادی از مدیران سابق این وزارتخانه در دادگاه مفتوح است. مهدی فراهانی معاون دادستان تهران از علی نیکزاد، وزیر فعلی راه و شهرسازی و نمایندگان مجلس و مراجع نظارتی خواسته است که "به‌طور جدی به این قضیه ورود یابند و به دادسرا در افشای جرایم آن دوره یاری رسانند." موارد اتهام بهبهانی مربوط به واگذاری شرکت تراورس یک شرکت وابسته به وزارت راه بود که اسفند ماه سال ۸۸ به گروه سرمایه‌گذاری امیر منصور آریا (به مدیریت مه آفرید خسروی) به قیمت ۱۵۸ میلیارد تومان واگذار شد. در جریان جلسه دادگاه یکی از متهمان پرونده ۳۰۰۰ میلیاردی، معاون سابق حمید بهبهانی که همچنین مدیر عامل شرکت تراورس نیز می‌بوده، ضمن تأیید رابطه مه آفرید خسروی با بهبهانی، از پرداخت صدها هزار یورو رشوه در جریان این واگذاری سخن گفته‌است.

## نظرات
به نوشتهٔ آفتاب نیوز، حمید بهبهانی وزیر راه و ترابری سابق در سال ۸۷ در گفتگو با خبر آنلاین گفت: بنده چند بار سوار این هواپیما (هواپیمای ایران ۱۴۰) شده‌ام و حاضرم کتباً بنویسم ایران ۱۴۰ از هواپیمای فوکر بسیار بهتر است. چرا که هم هواپیمای نو و هم خودکفا است. اگر به تدریج در مسیر ساخت وارد شویم در آینده می‌ توانیم با خارجی‌ ها رقابت کنیم.